# Eupithecia invicta
Eupithecia invicta es una especie de polilla de la familia Geometridae. La especie fue descrita por primera vez por András Mátyás Vojnits habiendo sido descrita en 1981, con distribución en China, especialmente en la falda sur de la cordillera Himalaya de la provincia de Yunnan. El holotipo de la especie fue descrita en el sector A-tun-tse, al norte de Yunnan y a una altitud de 4500 metros (14 763,8 pies). Desde su descubrimiento, se ha registrado también en Nepal, India (en la zona montañosa de Kumaon y en Meghalaya), la provincia china de Shanxi, Vietnam y Tailandia. Tiene gran parecido con otras especies de la región, incluyendo Eupithecia amandae y Eupithecia puella. E. invicta es parte del grupo de especies Eupithecia tripunctaria.